# Edu Ardanuy
Eduardo 'Edu' Ardanuy (San Paolo, 20 giugno 1967) è un chitarrista brasiliano.
È l'attuale chitarrista solista degli Dr. Sin.
Ardanuy cominciò a suonare su una chitarra acustica all'età di undici anni. Ispirato da artisti come Yngwie Malmsteen, Ritchie Blackmore, Jimmy Page, Jimi Hendrix, Jeff Beck e Alex Lifeson, migrò alla chitarra elettrica quando compì 13 anni. Al suo sedicesimo compleanno suonava già in due band, Anjos da Noite e A Chave, e suonava nei nightclubs di San Paolo. A 25 anni, entrò a far parte degli Dr. Sin, gruppo hard rock Brasiliano, dove suona ancora oggi.
Edu è conosciuto per la sua abilità con la chitarra, per aver scritto articoli ed essere apparso sulla copertina di riviste come 'Cover Guitarra e Guitar Player'. Inoltre ha suonato con Steve Vai, dietro invito di quest'ultimo.

## Gear
Chitarra: Tagima E1 ed E2 -
Attuale equipaggiamento (2007): Chitarre Tagima Edu Ardanuy model, Amplificatori Warm Music, Cab Santo Angelo.

## Discografia

### Con Dr.Sin

#### Album
- 1993 - Dr. Sin
- 1995 - Brutal
- 1997 - Insinity
- 2000 - Dr. Sin II
- 2005 - Listen to the Doctors
- 2007 - Bravo

#### Live
- 1998 - Live in Brazil (EP soltanto per Japan junto con CD de Yngwie Malmsteen)
- 1999 - Alive
- 2003 - Dez Anos ao Vivo (Dieci anni Vivono)

#### Video e DVD
- 2003 - Dez Anos ao Vivo (Dieci anni Vivono) (CD & DVD)